# Rush Hill
Rush Hill – wieś w Stanach Zjednoczonych, w stanie Missouri, w hrabstwie Audrain.